# Arthur de Pins

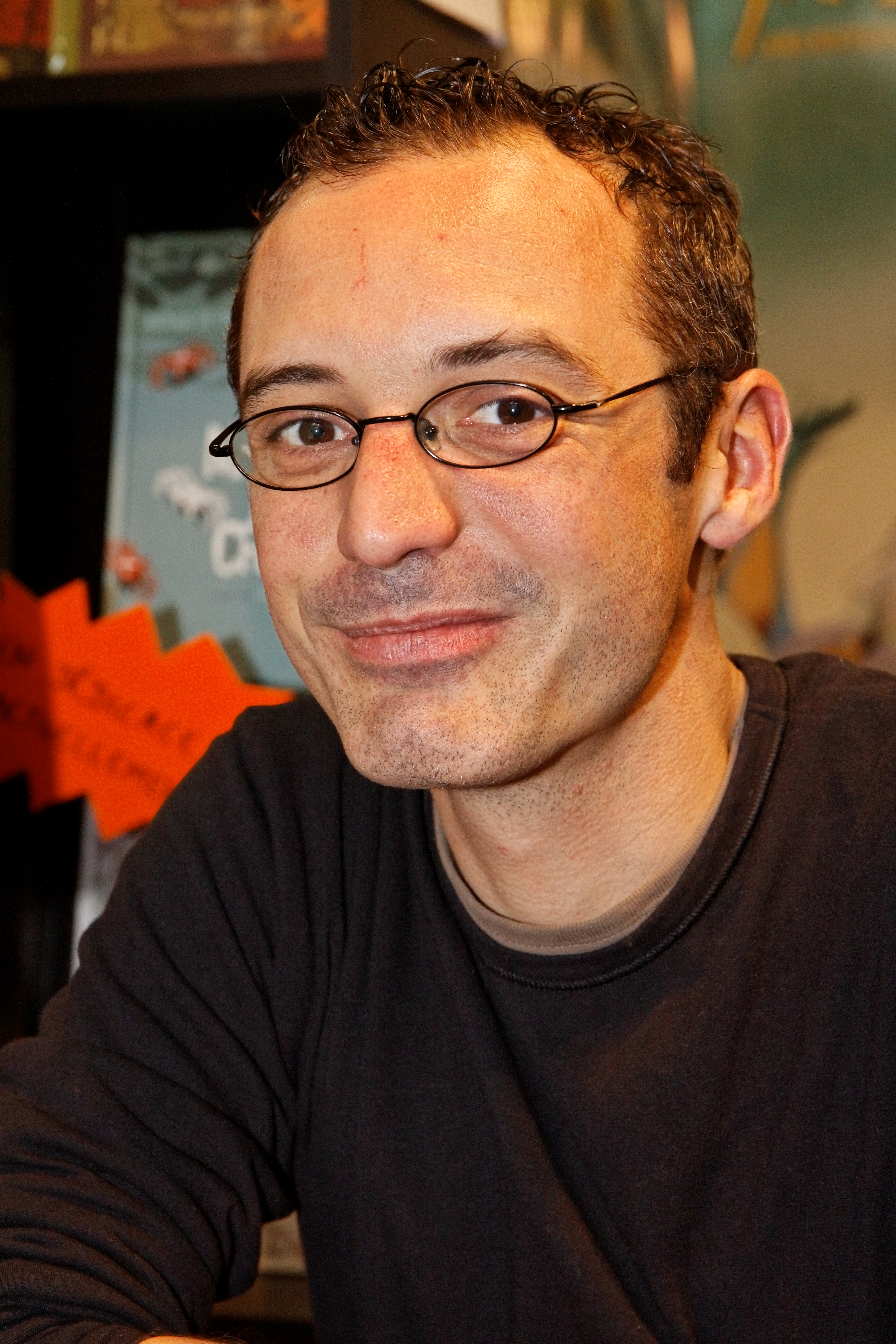
Arthur de Pins (2011)

Arthur de Pins (* 1977 in der Bretagne) ist ein französischer Comiczeichner.
Er erscheint regelmäßig in Zeitschriften wie Fluide Glacial und Rappelkopf und arbeitet auch für Werbekampagnen.

## Werk
Bekannt wurde er durch seine erotische Comicserie Péchés Mignons (auf Deutsch erschienen unter dem Titel Lieblingssünden), die die Abenteuer von Arthur und Clara beschreiben. Er hat auch mehrere animierte Kurzfilme erstellt, unter anderem das Musikvideo für die Single Nameless World der Band Skip the Use basierend auf seinem Anime Zombillénium.

## Publikationen
- Arthur de Pins: Lieblingssünden – 1: Woran denkst du? (Comicbook); Verlag Epsilon, Nordhastedt, 2010;
- Arthur de Pins: Lieblingssünden – 2: Männerjagd! (Comicbook); SR Verlag, Gilching, 2021;